# 呼延皇后 (南燕)
呼延皇后（?—?），南燕末帝慕容超的皇后。
呼延氏的父亲呼延平原是慕容超叔父慕容德在前秦任張掖太守时的部属。前秦建元二十年（384年），慕容德与兄慕容垂反秦建立后燕，新任張掖太守苻昌处死了慕容超的父亲慕容納和慕容納、慕容德兄弟所有的儿子。慕容納的段夫人因怀孕没有被杀，而是监禁等待孕后处决。
时任狱吏的呼延平，秘密将段夫人和慕容納、慕容德兄弟的母亲公孙夫人放走，段夫人在羌地生下慕容超。后凉麟嘉六年（394年）公孙夫人病逝，呼延平将段夫人和慕容超带到后凉都城姑臧（今甘肃武威）。神鼎三年（403年），后凉亡于后秦，呼延平、段夫人和慕容超作为姑臧平民，被迁往后秦都城长安。之后，呼延平去世，临终前，呼延平将女儿嫁给了慕容超。
南燕建平六年（405年）四月，已经是南燕皇帝的慕容德得知慕容超羁留在长安，便写密信鼓励他逃离长安回到南燕。慕容超没敢告诉母亲和妻子，只身回到南燕。慕容德的儿子这时都死了，在慕容超回来后，慕容德就立他为皇太子。不久慕容德去世，慕容超即位南燕皇帝。
数年后，慕容超请求后秦释放他的母亲和妻子回到南燕。慕容超接受了后秦皇帝姚兴的苛刻条件：南燕向后秦称臣；将南燕宫廷乐工送给后秦。太上三年（407年）十月，姚兴派人，将段夫人和呼延夫人送回到南燕。太上四年（408年）正月，慕容超立呼延夫人为皇后。
慕容超专制昏庸，计划南下攻击东晋的淮北，掠夺当地人民使他们成为乐工。以此来弥补因后秦造成的损失，使得东晋不堪其扰。太上五年（409年）五月，东晋将领刘裕率军反击南燕。太上六年（410年）二月初五，南燕都城广固（今山东青州）陷落，南燕灭亡，慕容超被俘，被送往东晋都城建康（今江苏南京）斩首。慕容超被俘之後，将母亲和妻子托付给了東晉將領劉敬宣（因劉敬宣曾為慕容德的臣屬）。呼延皇后的结局历史上没有记载。